# 엔젤 비트의 등장인물 목록
다음은 Visual Art's/Key의 오리지널 애니메이션《엔젤 비트》의 등장인물에 대해 설명한다.

## 주요 인물
오토나시 유즈루 (音無 結弦)
성우 : 카미야 히로시
작품의 주인공. 성을 제외한 생전의 기억을 잃은 상태로 사후세계에 오게 되고, 반 강제적으로 '사후 세계 전선'에 입대했다. 처음엔 사후 세계 전선이 저지르는 행동때문에 의심 했었지만, 후에 전선과 멤버를 신뢰하게 된다. 7화에서 나오이 아야토에 의해 기억의 일부를 되찾고, 9화에서 죽기 직전 까지의 상황을 기억해 낸다.
생전
인생의 목표가 없는 프리터. 여동생 '오토나시 하츠네'를 간병하여 감사받는 것이 살아가는 보람이 되어 있었다. 크리스마스때 여동생에게 바깥 풍경을 보여주려 했으나 여동생이 죽고, 그 이후 삶의 보람을 되찾기 위해 의학 공부를 시작한다. 센터 시험을 보러 가던 도중 열차 사고가 나서 지하에 고립. 생존자들을 헌신적으로 돌보았으나, 7일째 구출되기 직전 '장기 기증서'를 작성하고 사망한다.
소멸
자신이 버그로 인해 이쪽 세계에 날아왔던 것에 대해 자신이 이쪽 세계에서 길을 잃고 방황하는 사람을 돌려보내는 역할이 아닐까 싶어서 카나데에게 이 역할을 제의한다. 그러나 카나데는 자신의 소망을 이루어 소멸해버리고 말자, 좌절하고 슬퍼하는 것을 마지막으로 끝을 맺는다. 그후 사후 세계 전선의 자신들과 같은 학생들을 만들지 않기 위해 카나데가 맡았었던 학생회장이 되어 오지 않을 그녀를 계속 기다린다. 어나더 에필로그 13.5화에서 유즈루가 성불하지 않고 학생회장으로 나오는 장면이 그려진다.
나카무라 유리 (仲村 ゆり)
성우 : 사쿠라이 하루미
사후 세계 전선의 리더 격인 존재. 지기 싫어하는 성격으로, 오퍼레이션 시행때는 흰색 베레모를 쓰고 있다. 전선 멤버에겐 '유릿페(ゆりっぺ)라는 애칭으로도 불린다. 허리에 항상 총을 지니고 있다. 천사를 공격하면 신의 존재가 밝혀질 것이라 생각하고, 천사를 공격한다. 이름의 모델은 GARNET CROW의 보컬리스트 나카무라 유리. 나카무라 유리의 애칭도 '유릿페'다.
나이
17세
생전
유복한 가정 생활에 여동생 2명, 남동생 1명 4남매의 장녀였다. 이 3명만은 자신이 지킬거라 다짐하고 있었지만, 자택에 강도가 들어와 남매들을 모두 살해해버려, 책임감과 절망에 빠지게 된다. 죽은 이유와는 별개. 본인은 '자살이 아니다'라고 말하고 있다. (자살한 인간은 사후 세계에 올 수 없는 것 같다.)
```
또다른 설로는 남매들과 함께 죽은 것으로 알고 있다.
```

소멸
최후에 남은 5인만의 조촐한 졸업식날 그녀가 카나데에 대해 잘 모르던 시절에 카나데에게 했던 일을 카나데에게 사과하고, 카나데를 걱정하고 히나타, 오토나시, 카나데에게 작별을 고한다.
천사 (天使 ) / 타치바나 카나데 (立華 奏)
성우 : 하나자와 카나
사후 세계 학교의 학생 회장. 쿨하고 과묵한 성격이라 말이나 감정을 잘 나타내지 않는다. 천사라 불리게 된 것은, 히나타의 억측에 의해 불리기 시작한 것일 뿐, 본인은 천사라는 것을 부정하고 있다.
5화에서 사후 세계 전선의 작전으로 전과목에 낙제점을 받게 되어 학생 회장을 사임하게 된다. 실의에 빠져 기운을 얻기 위해 '격하게 매운 마파두부를 먹으려 했지만, 오퍼레이션 토네이도에 의해 식권이 날아가게 되는데, 이 식권으로 식사를 하다 이를 알게 된 오토나시는 사소한 행복마저 빼앗은 게 되어버렸다고 탄식한다. '천사 에어리어 침입 작전'과 이번 작전으로 유리는 천사의 능력은 신에게 받은 능력이 아닌, 학생 회장으로서 풍기위반을 단속하고 길드에서 병기를 만들기 시작했기 때문에 가드 스킬을 만들어 대항했다는 것을 알게 되었다.
천사는 사후세계는 '죽은 것에 미련이 있는 자들이 오는 곳이고, 사후세계 생활을 통해 그들의 원한 해결이나 해보고 싶었던 것 등을 경험하게 해준 뒤, 성불하게 해주는 곳' 이라 설명하고 있고, 자신은 그것을 거부하는 자들이 저 룰을 따를 수 있게 해주는 것 뿐이라고 한다.
소멸
자신이 오토나시에게 심장을 이식받았다는 사실을 밝히고 그에게 고맙다고 말한 뒤 소멸.
가드 스킬
소프트웨어 '엔젤 플레이어'(누가 만들었는지는 불명. 12화에 등장한 사람이 만들었다는 가설이 존재함)를 통해 만들어진 스킬. 본래 목적은 병기를 사용하는 풍기 문란 학생에 대항하기 위해서다. 사용하는 스킬은 모두 음악 용어와 관련되어 있다.
 액티브 스킬
핸드소닉 (handsonic) : 손에 광검을 소환해 장착한다. (단계별로 5가지 버전이 존재한다. 1단계는 베기, 2단계는 강철용, 3단계는 삼지창의 형태, 4단계는 만개한 꽃 모양, 5단계는 악마같은 디자인의 집게형.)
디스토션 (distortion) : 총알이나 폭발의 궤도를 바꿔버려 빗나가게 한다.
딜레이 (delay) : 고속으로 움직여 잔상을 남긴다.
하모닉스 (harmonics) : 자신의 분신을 만들어 낸다. 그 분신은 모든 스킬을 사용가능하다. (따라서 분신이 분신을 만들어낼 수도 있다.) 8화에서 유리의 개조로 하모닉스 발동시 분신은 위로 생겨나고, 10초 후에 앱솔브가 발동 된다.
앱솔브 (absorb) : 분신을 본체로 흡수한다. 분신의 의식도 흡수되기 때문에 부담이 될 수도 있다. 하모닉스를 저지하기 위해 만들었다.
하울링 (howling) : 양손의 핸드소닉으로 파괴력이 강한 궤음을 일으킨다. 상대가 귀마개를 하고 있으면 효과가 없다.
패시브 스킬
오버드라이브 (overdrive) : 신체 능력을 대폭 향상 시킨다.

## 사후 세계 전선 (SSS)
히나타 히데키 (日向秀樹)
성우 : 키무라 료헤이
전장의 분위기 메이커. 주무기는 권총. 밝은 성격의 소년으로 무서운 말을 서슴지 않게 내뱉는 면도 있으며, 사후 세계에 대해 아무것도 모르는 오토나시에게 여러 가지를 가르쳐주고 있다. 이때 게이가 아니냐는 말을 여러번 들었었다. 유이와 티격태격하는 사이다. 'Angel Beats! -Track ZERO-'의 주인공. 이름의 모델은 Straightener의 베이시스트 히나타 히데카즈다.
생전
코시엔을 노리는 야구부에 소속되어 있었다. 마지막 조의 마지막 회, 투아웃에 2, 3루에 주자가 있던, 코시엔이 눈앞에 있던 순간에 정위치로 날아오는 공을 잡는데 실패하고, 패배하게 된다. 그 후 자신의 실수로 모든 꿈이 사라졌다는 죄책감에 선배의 권유로 마약을 시작하게 되고, 술에 취해 길을 걷던중 교통사고를 당해 사망한다.
소멸
처음. 천사를 불러내기 위한 오퍼레이션 실행 때 성불할 뻔하였으나 유이에 의해 제지됨. 마지막까지 오토나시, 카나데와 남는다. 자신이 남아있으면 폐가 될거라고 생각해 오토나시와 간단한 대화를 몇마디 나누고 사후세계에서 소멸한다.
타카마츠 (高松)
성우 : 미즈시마 타카히로
전선의 참모 역할. 안경을 들어 올리는 등 지적 캐릭터로 보이지만, 유리는 '사실은 바보'라고 말했었다. 교복 안에 보디빌더와 같은 근육을 숨기고 있다. 자신이 말하길 '입으면 말라보이는 타입'. 남들 모르게 근육 트레이닝을 하고 있고, 그 이후로 상의 탈의 모습을 자주 보여준다. 타케야마와 중복될 수도 있지만, 두뇌 쪽으론 타케야마가 더 유능하다. 이름의 모델은 THE NOVEMBERS의 베이시스트 타카마츠 히로후미.
노다 (野田)
성우 : 타카기 슌
거대한 할버드를 사용하는 소년.오토나시를 인정하지 않고 여러 가지 생트집을 잡고 늘어진다. 유리를 사모? 존경 하는 듯 보인다.유리를 나쁘게 말하는 사람을 용서하지 않고, 유리 이외에 명령은 절대 듣지 않는다. 자신이 만든 트랩에 걸리는 등, 바보인 면이 눈에 띈다. 타케야마의 원주율 암송에 기절할 정도의 바보. 신체 능력은 전선 멤버중에 톱 클래스지만, 실력을 발휘하기 전에 자멸해 버리는게 대부분이다. 이름의 모델은 RADWIMPS의 보컬 겸 기타리스트 노다 요지로.
시이나 (椎名)
성우 : 사이토 후코
전선의 전투원. 쿠노이치 같은 인상을 준다. 실제로 무기도 단도를 이용하고, 닌자같은 움직임을 보여준다. 약점은 귀여운 것. 길드 강하 작전때 오토나시가 최종층에 도달했는데 자신은 중간에 함정에 걸려 탈락한 것은 집중력의 부족이라 생각해 집중력을 높이기 위해 손가락 마다 물건을 올려 중심을 잡는 등 전선 멤버에 바보중 한명이다. 말버릇은 '어리석군...' 이름의 모델은 싱어 송 라이터 시이나 링고.
유사 (遊佐)
성우 : 마키노 유이
전선의 오퍼레이터. 작전의 진행 상황을 전달하고 있다. 무표정에 침착한 성격. 이름의 모델은 가수 유사 미모리.
후지마키 (藤巻)
성우 : 마스다 유키
목검이나 장도와 권총을 사용하며, '불량소년'이라는 인상을 주는 소년. 멤버들과 동년배로 보인다. 맥주병으로 수영을 못한다. 이렇다 할 만한 특징이 없기에 엔젤비트 라디오(죽은 세계의 전선 SSS)에서 투명인간 취급받기도한다. 이름의 모델은 레미오로멘의 보컬 겸 기타리스트 후지마키 료타.
TK
성우 : 마이클 리바스
항상 큰 빨간 스카프로 눈을 가리고 있어서 본모습은 불명. 본명도 불명. 전투시에는 양손의 머신건으로 상대한다. 일본어를 사용할 줄 알지만, 평소엔 의미불명의 영어만 사용한다. 오토나시가 '이런 의미불명한 녀석이 동료여도 되는거냐'라고 말한 적이 있을 정도. 취미는 스트릿 댄스. 복도 등에서도 춤추면서 다닌다. 한가할땐 마츠시타에게 댄스를 가르치기도 한다.
마츠시타 (松下)
성우 : 토쿠모토 에이이치로
든든한 체격의 소년. 생전 유도 5단 이었다. 무기로는 중화기를 사용한다. '마츠시타 5단'이라 불린다. 단련을 위해서인지 나막신을 신고 있다. 한가할땐 히나타에게 유도를 가르친다. 고기 우동을 좋아해, 고기 우동을 주고 부탁하면 웬만한건 다 도와준다. 12화에서 놀랄만한 체격 변화를 보여준다. 이름의 모델은 ZAZEN BOYS의 드러머 마츠시타 아츠시. 아츠시는 통칭 '유도 2단'으로 불린다.
오오야마 (大山)
성우 : 코바야시 유미코
특징이 없는게 특징인 소년. 의외로 특징이 강한 무기인 스나이퍼를 사용한다. 이미 발생한 일을 해설해 주지만 항상 타이밍이 늦어서 봉변을 당하는 경우가 많다. 이름의 모델은 Straightener의 기타리스트 오오야마 준.
나오이 아야토 (直井 文人)
성우 : 오가타 메구미
학생회의 부회장. 카나데가 학생회장의 자리에서 잠깐 물러난 동안 그가 회장을 맡아 온갖 악행을 저지르지만, 오토나시의 설교에 의해 SSS에 들어온다. 최면술을 사용할 수 있다. 자신을 신이라 칭한다.
생전
어느 유명 도예가의 아들. 촉망받는 도예 재능을 가진 쌍둥이 형에 가려 늘 혼자서 지냈다. 그러다 사고로 쌍둥이 형이 죽자 그가 대신 죽은 것이 되어 형의 자리를 잇고 혼자이던 시절에서 벗어난 것에 감사하며 살아가지만, 아버지가 병에 걸리는 바람에 도예 수업을 계속하지 못하게 되자 더이상의 삶의 의미를 찾지 못하고 여태까지의 삶도 거짓으로 여기게 된다. 이후 형이 추락사했던 나무에서 떨어져 사망했다고 한다.
소멸
마지막까지 오토나시, 히나타, 유리, 카나데와 남아서 졸업식을 한다. 졸업식이 끝나자 마자 가장 먼저 나머지 멤버들에게 작별을 고한다.

## 걸스 데드 몬스터
유이 (ユイ)
성우 : 키타무라 에리
노래 : 리사
걸데모의 어시스턴트였다. 또한 이와사와의 팬. 이와사와가 소멸하면서 대신해 걸데모의 보컬 겸 기타를 담당하게 되었다. 덧니가 특징. 수갑이나 악마 꼬리 등의 펑크 액세서리를 착용하고 다닌다. 성격은 외관에 어울리지 않을 정도로 급한 성격의 독설을 내뱉고, 폭력적이다. 말버릇은 '바보군요.'. 정작 자신도 바보다. 히나타와는 사소한 것으로도 싸움으로 번지는 사이. 걸데모보단 전선 멤버와 행동할 때가 많다. 사용하는 기타는 Gibson SG. 이름의 모델은 싱어 송 라이터 YUI.
생전
어렸을 적 교통사고로 전신 마비가 되었다. 사후세계에 오기 전까지 텔레비전만을 보고 어머니에게 간병받으면서 지냈다. 그로 인해 텔레비전에서 보던 것들을 동경하고, 경험하고 싶어 했었다.
소멸
오토나시가 해보고 싶은 것들을 물어봤고, 할 수 있도록 도와주었다. 마지막 부탁으로 '결혼 하고 싶다'는 말을 했었고, 히나타가 '내가 결혼해 주겠다'고 말한다. 만약 가능했다면 생전에 자신을 간병해준 어머니를 편하게 해달라고 말한 뒤 소멸한다.
이와사와 마사미 (岩沢 正美)
성우 : 사와시로 미유키
노래 : marina
걸데모의 보컬 겸 기타, 작사·작곡을 담당하는 붉은 머리의 소녀. 유리는 이와사와를 '쿨 뷰티'로 분류했다. 이름의 모델은 Hoover's ooover의 보컬 겸 기타리스트 이와사와 마사미. 작사·작곡도 본인이 담당한다.
생전
부모님의 싸움이 끊이지 않는 가정 환경에서 자라 왔다. CD샵에서 'SAD MACHINE'의 노래를 듣고, 음악 세계의 자유로움에 빠져 음악의 길에 눈을 뜨고, 비오는 날 버려져 있던 어쿠스틱 기타를 주운 뒤, 인디로서의 음악 활동을 시작한다. 아르바이트를 하면서 오디션 준비를 하며 상경을 꿈꾸고 있었으나, 부친에게 맥주병으로 머리를 맞았던 것 때문에 뇌경색으로 입원. 말을 하지 못하게 되어버렸다.
소멸
자신이 음악과 함께 살아온 생활에 만족했다는 것을 납득하고, 사후 세계에서 소멸했다. 마지막 자신이 생전부터 가지고 있던 통기타를 치며 노래하다 소멸한다. 마지막 화에서 카나데가 흥얼거리기도 한다.
히사코 (ひさ子)
성우 : 마츠우라 치에
이름의 모델은 기타리스트 타부치 히사코
이리에 미유키 (入江 美幸)
성우 : 아스미 카나
이름의 모델은 JITTERIN'JINN의 드러머 이리에 미유키. 극중에서 세키네는 이리에를 '미유키치'라고 부른다.
세키네 시오리 (関根 栞)
성우 : 카토 에미리
이름의 모델은 Base Ball Bear의 베이시스트 세키네 시오리. 극중에서 이리에는 세키네를 '시오링' 이라 부른다.
히사코,미유키,시오리 소멸 : 오토나시의 설득을 듣고 걸데모를 이끌어오며 느꼈던 추억을 자각하고 오토나시에게 인사후 성불

## 길드
챠 (チャー)
성우 : 토치 히로키
소멸 : 대 그림자전에서 유리의 권총탄알이 부족할 때 나타나 이 세계에서 노력이란걸 했다고 자각하며 유리에게 감사의 말과 탄약이 많은 소총을 건내준채
성불